# Maria Ferrer Jaume
Maria Ferrer Jaume o Sor Maria del Cor de Jesús Ferrer Jaume (Santa Maria del Camí, 1825-1913). Religiosa.
Estudià en el Col·legi de la Puresa, a Palma. El 1860 fou la fundadora de les Germanes de la Caritat de Santa Maria del Camí i la primera superiora (1860-1888). És filla il·lustre de Santa Maria del Camí i un carrer d'aquesta vila du el seu nom.